# Metropolia Florencji
Metropolia Florencji – metropolia Kościoła rzymskokatolickiego we Włoszech, jedna z trzech metropolii w regionie Toskanii. Powstała 10 maja 1419. W jej skład wchodzi metropolitalna archidiecezja Florencji oraz pięć diecezje. Od 2008 godność metropolity sprawuje kard. Giuseppe Betori. 
W skład metropolii wchodzą:
- Archidiecezja Florencji
- Diecezja Arezzo-Cortona-Sansepolcro
- Diecezja Fiesole
- Diecezja Pistoia
- Diecezja Prato
- Diecezja  San Miniato